# Oda di Canterbury
Oda o Odo detto "il Buono", o "il Severo", (880 circa – 2 giugno 958) è stato un arcivescovo britannico, vescovo di Ramsbury e poi arcivescovo di Canterbury; è venerato come santo dalle Chiese cristiane.

## Biografia
Oda nacque probabilmente nell'Anglia orientale da genitori danesi. Il padre, in particolare, sarebbe giunto in Inghilterra nell'865. Si trattava di una famiglia influente visto che diversi suoi relativi appartenevano al clero locale: ad esempio, suo nipote fu Sant'Osvaldo di Worcester, più tardi arcivescovo di York.
Riguardo alle prime vicende (spesso leggendarie) della sua vita, in una Vita di Sant'Osvaldo si legge che Oda guarì miracolosamente un nobile pio, suo parente, mentre lo accompagnava in pellegrinaggio a Roma. Altri aneddoti ricordano che Oda combatté per Edoardo il Vecchio prima di essere consacrato prete. Altre fonti dicono inoltre che divenne monaco dell'abbazia di Fleury-sur-Loire in Francia.
Comunque sia, è certo che Oda fu consacrato vescovo di Ramsbury tra il 909 e il 927. Si schierò al fianco di re Atelstano nella battaglia di Brunanburh del 937. Riuscì a combinare una tregua tra Olaf III Guthfrithson, re di Dublino e York, e Edmondo I, re d'Inghilterra. Mentre era vescovo a Ramsbury, Etelstano lo inviò in Francia per far tornare sul trono Luigi IV, esule in Inghilterra.
Nel 941 succedette a Wulfelmo come arcivescovo di Canterbury dimostrando l'equilibro e la responsabilità adatti al ruolo.
Alla morte di re Edredo d'Inghilterra nel 955, Oda divenne uno dei beneficiari di un grosso lascito in oro. Divenne consigliere del successore di Edredo, Edwing d'Inghilterra, che incoronò personalmente nel 956. Tuttavia nel 957 Oda si avvicinò al fratello di Edwig e rivale al trono, Edgardo d'Inghilterra, che era stato incoronato re di Mercia, mentre Edwig era stato incoronato re del Wessex.

## Successione apostolica
La successione apostolica è: 
- Vescovo Eadulf (946)
- Arcivescovov Dunstan, O.S.B. (957)